# 聚多斯克
聚多斯克（法語：Zudausques，法語發音：[zydosk]）是法国上法蘭西大區加来海峡省的一个市镇，属于圣奥梅尔区。

## 地理
聚多斯克（50°44'57"N, 2°8'56"E）面积7.24 平方千米，位于法国上法蘭西大區加来海峡省，该省份为法国北部沿海省份，西北濒北海，南至索姆省，东临北部省。
与聚多斯克接壤的市镇（或旧市镇、城区）包括：塞尔克、勒兰冈、莫兰盖姆、凯尔姆、萨尔佩维克、蒂尔克、圣马丹莱塔坦盖姆。
聚多斯克的时区为UTC+01:00、UTC+02:00（夏令时）。

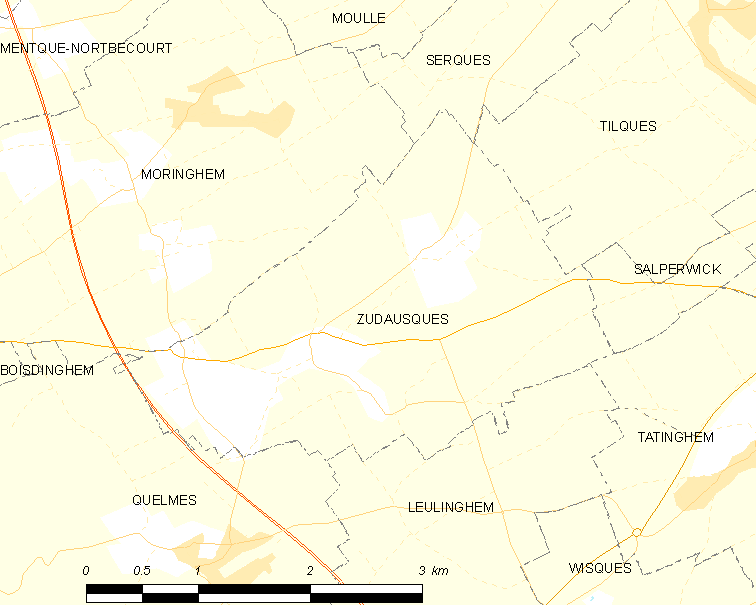
聚多斯克的OSM定位图

## 行政
聚多斯克的邮政编码为62500，INSEE市镇编码为62905。

## 政治
聚多斯克所属的省级选区为兰布尔县。

## 人口

1962-2008年间聚多斯克人口变化图示

聚多斯克于2022年1月1日时的人口数量为1061人。